# A24
A24 Films LLC, denumită în mod obișnuit A24, este o companie independentă de divertisment, specializată în film și producție televiziune, precum și distribuție de filme. Compania are sediul în Manhattan.